# Imolese Calcio 1919 2019-2020
Questa voce raccoglie le informazioni riguardanti l'Imolese Calcio 1919 nelle competizioni ufficiali della stagione 2019-2020.

## Divise e sponsor
Lo sponsor tecnico per la stagione 2019-2020 è erreà, mentre lo sponsor ufficiale è Arredoquattro.
La prima maglia rispecchia il tradizionale template partito rosso e blu (con una complessiva prevalenza del secondo colore), la divisa esterna è bianca con finiture rossoblù (spicca in particolare un palo paracentrale in striscioline bicolori) e la terza è rosa (con un più largo palo centrale a striscioline rossoblù).
| Casa | Trasferta | Terza divisa |

## Organigramma societario
Area direttiva
- Presidente: Lorenzo Spagnoli
- Vicepresidente: Fiorella Poggi
- Direttore generale: Marco Montanari

Area organizzativa
- Segretario generale: Elisa Tassinari

Area comunicazione
- Ufficio stampa: Andrea Casadio

Area marketing
- Ufficio marketing: Marco Montanari

Area tecnica
- Direttore sportivo: Filippo Ghinassi
- Allenatore: Federico Coppitelli, da settembre Gianluca Atzori, da giugno Roberto Cevoli
- Allenatore in seconda: Carica vacante, da settembre Flavio Giampieretti, da giugno Nicola Cancelli
- Preparatore atletico: Carlo Simonato
- Preparatore dei portieri: Cosimo Cavallo

Area sanitaria
- Medico sociale: Luciano Verardi

## Rosa
| N. |                               | Ruolo | Calciatore            |
| -- | ----------------------------- | ----- | --------------------- |
| 1  | Italia (bandiera)             | P     | Davide Libertazzi     |
| 2  | Italia (bandiera)             | D     | Lorenzo Alboni        |
| 3  | Italia (bandiera)             | C     | Daniele Suliani       |
| 4  | Italia (bandiera)             | C     | Andrea Marcucci       |
| 5  | Italia (bandiera)             | D     | Lorenzo Checchi       |
| 6  | Macedonia del Nord (bandiera) | C     | Isnik Alimi           |
| 7  | Costa d'Avorio (bandiera)     | A     | Emmanuel Latte Lath   |
| 8  | Italia (bandiera)             | D     | Tommaso Tentoni       |
| 9  | Albania (bandiera)            | A     | Dardan Vuthaj         |
| 10 | Italia (bandiera)             | C     | Luca Belcastro        |
| 11 | Italia (bandiera)             | C     | Alessandro Provenzano |
| 12 | Italia (bandiera)             | P     | Luca Seri             |
| 13 | Italia (bandiera)             | A     | Nicholas Casciola     |

| N. |                    | Ruolo | Calciatore           |
| -- | ------------------ | ----- | -------------------- |
| 16 | Italia (bandiera)  | C     | Antonio D'Alena      |
| 17 | Italia (bandiera)  | C     | Luca Maniero         |
| 18 | Italia (bandiera)  | A     | Stefano Padovan      |
| 19 | Italia (bandiera)  | D     | Filippo Boccardi     |
| 20 | Senegal (bandiera) | A     | Abdoulaye Sall       |
| 21 | Italia (bandiera)  | C     | Francesco Bolzoni    |
| 22 | Italia (bandiera)  | P     | Gian Maria Rossi     |
| 23 | Italia (bandiera)  | D     | Alessandro Garattoni |
| 25 | Italia (bandiera)  | C     | Filippo Artioli      |
| 26 | Italia (bandiera)  | D     | Filippo Carini       |
| 27 | Italia (bandiera)  | D     | Lorenzo Valeau       |
| 28 | Italia (bandiera)  | D     | Gabriele Ingrosso    |
| 29 | Italia (bandiera)  | D     | Fabio Della Giovanna |

## Risultati

### Serie C

#### Girone di andata
| Arbitro: | Giaccaglia (Jesi) |

|                       |           |            |
| Palma 22’ Zamparo 45’ | Marcatori | 86’ Vhutaj |

| Imola 1 settembre 2019, ore 20:30 CEST 2ª giornata | Imolese       | 2 – 3 referto | Arzignano Valchiampo | Stadio Romeo Galli (352 spett.)\| Arbitro: \| Maggio (Lodi) \| |
| Arbitro:                                           | Maggio (Lodi) |               |                      |                                                                |

| Arbitro: | Panettella (Bari) |

|                         |           |                            |
| Varone 54’ Scappini 68’ | Marcatori | 43’ Checchi 76’ Latte Lath |

| Arbitro: | Garofalo (Torre del Greco) |

|  |           |              |
|  | Marcatori | 26’ Rossetti |

| Arbitro: | Emmanuello |

|              |           |  |
| Giovinco 16’ | Marcatori |  |

| Arbitro: | Nicolini (Brescia) |

|               |           |                                     |
| Belcastro 21’ | Marcatori | Margrassi 27’ Cazzola 36’ Rossi 61’ |

| Arbitro: | Frascaro (Firenze) |

|           |           |  |
| Butic 12’ | Marcatori |  |

| Arbitro: | Virgilio (Trapani) |

|  |           |             |
|  | Marcatori | 85’ Parlati |

| Arbitro: | De Santis (Lecce) |

|  |           |          |
|  | Marcatori | 88’ Sall |

| Arbitro: | Zucchetti (Foligno) |

|  |           |                       |
|  | Marcatori | 81’ (rig.) Ceccarelli |

| Arbitro: | Scarpa (Collegno) |

|              |           |                     |
| Cesaretti 1’ | Marcatori | 54’ (rig.) Boccardi |

| Arbitro: | Pascarella (Nocera Inferiore) |

|                           |           |          |
| Belcastro 64’ Padovan 80’ | Marcatori | 24’ Vano |

| Arbitro: | Giordano (Novara) |

|                            |           |                         |
| Padovan 30’ Latte Lath 76’ | Marcatori | 3’Mazzocchi 80’Morosini |

| Arbitro: | Centi (Viterbo) |

|            |           |                      |
| Voltan 47’ | Marcatori | 41’ Bismarck Ngissah |

| Arbitro: | Santoro (Messina) |

|                       |           |                     |
| Boccardi 45+1’ (rig.) | Marcatori | 42’ (rig.) Ferretti |

| Piacenza 24 novembre 2019, ore 15:00 CET 16ª giornata | Piacenza        | 0 – 0 referto | Imolese | Stadio Leonardo Garilli (2 792 spett.)\| Arbitro: \| Fontani (Siena) \| |
| Arbitro:                                              | Fontani (Siena) |               |         |                                                                         |

| Arbitro: | Maggio (Lodi) |

|              |           |               |
| Vuhtaj 90+1’ | Marcatori | 49’ Rapisarda |

| Arbitro: | Garofalo (Torre del Greco) |

|                              |           |  |
| Ronaldo 80’ Mandorlini 90+2’ | Marcatori |  |

| Arbitro: | Di Cairano (Ariano Irpino) |

|  |           |                                                   |
|  | Marcatori | 30’ (aut.) Della Giovanna 32’ Arma 64’ Giacomelli |

#### Girone di ritorno
| Arbitro: | Collu (Cagliari) |

|                |           |  |
| Chinellato 40’ | Marcatori |  |

| Arbitro: | Frascaro (Firenze) |

|  |           |               |
|  | Marcatori | 64’ Belcastro |

| Arbitro: | Colombo (Como) |

|               |           |                                      |
| Belcastro 37’ | Marcatori | 28’ Kargbo 53’ (aut.) Della Giovanna |

| Arbitro: | Acanfora (Castellammare di Stabia) |

|                          |           |                                |
| Spagnoli 20’ Varutti 86’ | Marcatori | 60’ (aut.) Davi 61’ Chinellato |

| Arbitro: | Paterna (Teramo) |

|                  |           |            |
| Chinellato 90+4’ | Marcatori | 22’ Mokulu |

| Verona 9 febbraio 2020, ore 17.30 UTC 25ª giornata | Virtus Verona       | 0 – 0 referto | Imolese | Centro sportivo Mario Gavagnin-Sinibaldo Nocini (462 spett.)\| Arbitro: \| Di Marco (Ciampino) \| |
| Arbitro:                                           | Di Marco (Ciampino) |               |         |                                                                                                   |

| Arbitro: | Emmanuele (Pisa) |

|            |           |                                                  |
| Valeau 33’ | Marcatori | Zerbin 37’, 49’ Caturano 41’ (rig.) Caturano 59’ |

| Arbitro: | Meraviglia (Pistoia) |

|                         |           |  |
| Parlati 55’ Barbuti 79’ | Marcatori |  |

| Imola 26 febbraio 2020, ore 15:00 CET 28ª giornata | Imolese | – (annullata) | Fermana | Stadio Romeo Galli |

| Salò 1 marzo 2020, ore 15:00 CET 29ª giornata | Feralpisalò | – (annullata) | Imolese | Stadio Lino Turina |

| Imola 8 marzo 2020, ore 15:00 CET 30ª giornata | Imolese | – (annullata) | Gubbio | Stadio Romeo Galli |

| Carpi 15 marzo 2020, ore 15:00 CET 31ª giornata | Carpi | – (annullata) | Imolese | Stadio Sandro Cabassi |

| Bolzano 22 marzo 2020, ore 15:00 CET 32ª giornata | Südtirol | – (annullata) | Imolese | Stadio Druso |

| Imola 25 marzo 2020, ore 15:00 CET 33ª giornata | Imolese | – (annullata) | Vis Pesaro | Stadio Romeo Galli |

| Trieste 29 marzo 2020, ore 15:00 CET 34ª giornata | Triestina | – (annullata) | Imolese | Stadio Nereo Rocco |

| Imola 5 aprile 2020, ore 15:00 CET 35ª giornata | Imolese | – (annullata) | Piacenza | Stadio Romeo Galli |

| San Benedetto del Tronto 11 aprile 2020, ore 15:00 CET 36ª giornata | Sambenedettese | – (annullata) | Imolese | Stadio Riviera delle Palme |

| imola 19 aprile 2020, ore 15:00 CET 37ª giornata | Imolese | – (annullata) | Padova | Stadio Romeo Galli |

| Vicenza 26 aprile 2020, ore 15:00 CET 38ª giornata | L.R. Vicenza | – (annullata) | Imolese | Stadio Romeo Menti |

### Play-out
| Arbitro: | Natilla (Molfetta) |

|                |           |                                   |
| Barzaghi 90+1’ | Marcatori | 6’ Chinellato 25’ (aut.) Piccioni |

| Imola 30 giugno 2020, ore 17:30 CEST Ritorno | Imolese        | 0 – 0 referto | Arzignano Valchiampo | Stadio Romeo Galli (0 spett.)\| Arbitro: \| Colombo (Como) \| |
| Arbitro:                                     | Colombo (Como) |               |                      |                                                               |

### Coppa Italia
| Arbitro: | Di Graci (Como) |

|                                             |                      |                                            |
| Tentoni 51’ Padovan 59’ Latte Lath 102’     | Marcatori            | 26’, 113’ (rig.) Cernigoi 64’ Rapisarda    |
| Boccardi Marcucci D'Alena Latte Lath Valeau | Tiri di rigore 4 – 3 | Cernigoi Brunetti Miceli Orlando Rapisarda |

| Arbitro: | Dionisi (L'Aquila) |

|                                           |                      |                                             |
| Carlini 60’ (rig.)                        | Marcatori            | 66’ Vuthaj                                  |
| Di Gennaro Carlini Torromino Canotto Calò | Tiri di rigore 2 – 3 | Boccardi Latte Lath Vuthaj Marcucci Maniero |

| Arbitro: | Pairetto (Nichelino) |

|                                                          |           |           |
| Criscito 2’ (rig.) Saponara 23’ Ghiglione 29’ Schöne 75’ | Marcatori | 53’ Alimi |

### Coppa Italia Serie C
| Arbitro: | Kumara (Verona) |

|                           |                      |                                 |
| Della Latta 97’           | Marcatori            | 114’ Padovan                    |
| Bolis Corradi Borri Nicco | Tiri di rigore 3 – 1 | Tentoni Padovan Valeau Boccardi |

## Statistiche
Statistiche aggiornate al 30 giugno 2020.

### Statistiche di squadra
| Competizione         | Punti | In casa | In casa | In casa | In casa | In casa | In casa | In trasferta | In trasferta | In trasferta | In trasferta | In trasferta | In trasferta | Totale | Totale | Totale | Totale | Totale | Totale | DR  |
| Competizione         | Punti | G       | V       | N       | P       | Gf      | Gs      | G            | V            | N            | P            | Gf           | Gs           | G      | V      | N      | P      | Gf     | Gs     | DR  |
| -------------------- | ----- | ------- | ------- | ------- | ------- | ------- | ------- | ------------ | ------------ | ------------ | ------------ | ------------ | ------------ | ------ | ------ | ------ | ------ | ------ | ------ | --- |
| Serie C              | 23    | 19      | 2       | 5       | 7       | 11      | 21      | 8            | 2            | 6            | 5            | 9            | 14           | 27     | 4      | 11     | 12     | 20     | 35     | -15 |
| Play-out             | -     | 1       | 1       | 0       | 0       | 0       | 0       | 1            | 1            | 0            | 0            | 2            | 1            | 2      | 1      | 1      | 0      | 2      | 1      | +1  |
| Coppa Italia         | -     | 1       | 0       | 1       | 0       | 3       | 3       | 2            | 0            | 1            | 1            | 2            | 5            | 3      | 0      | 2      | 1      | 5      | 8      | -3  |
| Coppa Italia Serie C | -     | 0       | 0       | 0       | 0       | 0       | 0       | 1            | 0            | 1            | 0            | 1            | 1            | 1      | 0      | 1      | 0      | 1      | 1      | 0   |
| Totale               | -     | 21      | 3       | 6       | 7       | 14      | 24      | 12           | 3            | 8            | 6            | 14           | 21           | 33     | 5      | 15     | 13     | 28     | 45     | -17 |

### Andamento in campionato
| Giornata  | 1  | 2  | 3  | 4  | 5  | 6  | 7  | 8  | 9  | 10 | 11 | 12 | 13 | 14 | 15 | 16 | 17 | 18 | 19 | 20 | 21 | 22 | 23 | 24 | 25 | 26 | 27 | 28 | 29 | 30 | 31 | 32 | 33 | 34 | 35 | 36 | 37 | 38 |
| --------- | -- | -- | -- | -- | -- | -- | -- | -- | -- | -- | -- | -- | -- | -- | -- | -- | -- | -- | -- | -- | -- | -- | -- | -- | -- | -- | -- | -- | -- | -- | -- | -- | -- | -- | -- | -- | -- | -- |
| Luogo     | T  | C  | T  | C  | T  | C  | P  | P  | V  | C  | T  | C  | C  | T  | C  | T  | C  | T  | C  | C  | T  | C  | T  | C  | T  | C  | T  | C  | T  | C  | T  | T  | C  | T  | C  | T  | C  | T  |
| Risultato | P  | N  | N  | P  | P  | P  | P  | P  | V  | P  | N  | V  | N  | N  | N  | N  | N  | P  | P  | V  | V  | P  | N  | N  | N  | P  | P  | -  | -  | -  | -  | -  | -  | -  | -  | -  | -  | -  |
| Posizione | 19 | 19 | 19 | 20 | 20 | 20 | 20 | 20 | 20 | 20 | 20 | 18 | 20 | 19 | 18 | 18 | 18 | 18 | 18 | 18 | 17 | 18 | 18 | 17 | 17 | 17 | 17 | -  | -  | -  | -  | -  | -  | -  | -  | -  | -  | -  |

Fonte:  Serie C girone B – Classifica, su lega-pro.com.
Legenda:

Luogo: C = Casa; T = Trasferta. Risultato: V = Vittoria; N = Pareggio; P = Sconfitta.